# 甲子园短期大学
甲子园短期大学（日语：／ Kōshien Tanki Daigaku *），简称甲短（こうたん），是一所位于日本兵库县西宫市的私立短期大学。

## 概要

### 简介
- 学校最早可以追溯到1941年[1]。短期大学为于1964年开办[1]、由学校法人甲子园学院经营。招収只女学生[2]

### 历史
- 1964年 甲子园短期大学成立并同时设置家政科[1]。
- 1967年 幼儿教育科成立[3]。
- 1972年 初等教育科成立[3]。
- 1988年 初等教育科招生最后[3]。
- 1989年 日本文化科成立[3]。
- 1990年 今年7月19日初等教育科正式停办[3]。
- 1999年 家政科分离为家政专攻和生活福利专攻[3]。
- 2004年 家政科变更为家政学科、幼児教育科变更为幼児教育学科、日本文化科变更为文化信息学科[3]。
- 2008年 文化信息学科招生最后[3]。
- 2009年 家政学科变更为生活环境学科。家政专攻变更为生活环境专攻、生活福利专攻变更为护理福利学科[3]。
- 2010年 文化信息学科停办[3]。

### 宪章
- 请参看甲子园短期大学的标志 （页面存档备份，存于） （日語） 2013年12月2日日阅览。

## 学校环境
- 校区：在兵库县西宫市

## 历任校长
- 齐藤睿寿：第一代短期大学校长[4]。
- 泷上凯令：现在短期大学校长[5]

## 组织

### 学科
- 生活环境学科
  - 生活环境学专攻
  - 护理福利专攻[注 1]
- 幼儿教育学科

### 前学科
- 初等教育科[注 2]
- 文化信息学科[注 3]

### 专科
| - 没有 |

### 业余课程
| - 没有 |

## 相关链接
- 日本短期大学列表
- 甲子园大学